# Samuela Kautoga
Samuela Ibo Kautoga (ur. 21 maja 1987 w Suvie) – fidżyjski piłkarz grający na pozycji obrońcy. Od 2012 roku jest zawodnikiem klubu Amicale FC.

## Kariera klubowa
Karierę piłkarską Kautoga rozpoczął klubie Labasa FC. W 2006 roku zadebiutował w jego barwach w pierwszej lidze Fidżi. W 2007 roku wywalczył z Labasą mistrzostwo Fidżi. W 2011 roku przeszedł do Lautoki FC.
Na początku 2011 roku Kautoga przeszedł do Hekari United z Papui-Nowej Gwinei. Wywalczył z nim mistrzostwo kraju. W 2012 roku został zawodnikiem vanuackiego Amicale FC.

## Kariera reprezentacyjna
W reprezentacji Fidżi Kautoga zadebiutował w 2007 roku. W 2012 roku wystąpił z Fidżi w Pucharze Narodów Oceanii 2012.